# デジモンワールド2
『デジモンワールド2』は、バンダイの携帯ゲームデジタルモンスターシリーズのPlayStation版ビデオゲーム。前作『デジモンワールド』の続編として2000年7月27日に発売。本シリーズとしては第2弾にあたるが、その他のデジモンワールドシリーズを含めるとシリーズ第4弾となる。（記事『デジモンワールド』を参照）

## 概要
前作の『デジモンワールド』、および後続のシリーズとはストーリー、ゲームシステムにおいて関連性を持たないもののヒット作の続編として登場した。前作『デジモンワールド』でテーマとなっていた「デジモンの育成」が無く「レベル制」の導入で、デジモンが死なず、基本的育成における「食事、トイレ、睡眠」といった本来の『デジタルモンスター』の概念が全て排除された。

## ストーリー
舞台は現実世界ではなくデジタルワールドに存在する街と各エリアで展開される。この世界では人間たちとビーストと呼ばれる凶悪なデジモンたちが長年抗争を続けていた。デジモンたちは多数の「ワームホール」と呼ばれるダンジョンに身を潜め、人間たちを脅かしていた。一方人間たちは「デジタル・シティ」をはじめとする防御力の高い街をつくり、繁栄していた。人間たちは悪のデジモンと戦うべく3つの「ガードチーム」を結成し、街を守っていた。主人公はそのガードチームに入り、一流の「ガードテイマー」となるべく訓練の最終段階に入っていたのだった。

## システム
ゲームはドームと呼ばれる街とダンジョンを往復することで進行していく。街ではアイテムの売買や、デジビートルの改造などを行い、ダンジョンではローグライクゲームのようなシステムで最深層を目指しボスを撃破する。

### バトル
今作のバトルは3対3の「多対多」で行うことができる。主人公は1体以上3体以下のデジモンを持ち歩くことができ、バトルでは予めセットされた3体が登場する。敵も最大3体のパーティーを組んでくる。戦闘は「すばやさ」の高いデジモンから順に一回ずつ攻撃してゆく。わざをつかう、どうぐを投与する、にげる、といったコマンドを選択するシステムでバトルは1ターンずつ進行する。勝つと一定量の経験値と賞金を獲得する。バトルに繰り出した自分のデジモンが全滅すれば敗北である。

### 育成
登場デジモンは豊富でパートナーに出来る（育てられる）デジモンの数はデジモンワールド全作中飛び抜けて多い。幼年期は存在せず、育てられるのは成長期、成熟期、完全体、究極体である。前作とは変わり、今作ではデジモンが死ぬことはない。バトルで経験値を稼がせてレベルを上げることでデジモンは成長する。Lv.11で成熟期になり、Lv.21で完全体になり、Lv.31で究極体になる。しかし一体のデジモンではすぐに成長に限界がくる。そのため別のデジモンとジョグレス（合体）をすることで1つ下（異なる世代のデジモン同士だと低い方の1つ下であるため、成長期はジョグレスは不可能）のデジモンに退化させ、育て直すことで子供のデジモンは親よりさらに成長することが出来る。

### ワンダースワン
『デジモンワールド2』ではPocketStationの他にワンダースワンのデジモンゲームとも連動する。

### デジビートル
デジモンをデータ圧縮し運搬する車両。ダンジョン探索に使用する。パーツを交換したり改良を施すことで性能が上がる。

## エリア
デジタル世界だが、エスティーナ曰く「進化を研究するためのサイバースペース」。
ディレクトリ大陸
デジタル･シティ

デバイスドーム
クリムゾンの反乱時に逃げた人々が作り上げた砦。多くのエンジニアが住んでいる。
メリディンドーム

アーカイブポート
ファイル島から多くの人間が乗った巨大な船。今は伝説の存在として扱われている。正体はタートルデジモンが現在はガラクタとなっている。
シャトルポート

ブード・ホール
アキラの訓練試験の最終課題のホールで、ゲーム中ではズドカーンと共に最初に訪れるホール。野生のビーストも1体しかいない。ボスは「レオモン」、「ブイドラモン」、「トイアグモン」。
シリアル・ホール
デジモンを貰って最初に行くホール。全種族のデジモンが出る。ボスは「ハグルモン」。ブラッドナイツ出現後はエリートが出る。「バケモン」、「ダークリザモン」、「デルタモン」を使用。
プロッタ・ホール
ワクチン種のデジモンが出る。ボスは「コカトリモン」。ブラッドナイツ出現後はエリートが出る。「デビモン」、「レアモン」、「ソウルモン」を使用。
レジスト・ホール
ウィルス種のデジモンが出る。ボスは「ヌメモン」、「スカモン」、「ピコデビモン」。ブラッドナイツ出現後は中ボスでベルトラン、ボスでダメダボースがおる。ベルトランは「ガルルモン」、「ベジーモン」、「ガブモン」を使用。ダメダボースは「ワルもんざえもん」、「プラチナスカモン」、「ナニモン」を使用。
パケット・ホール
データ種のデジモンが出る。ボスは「ケンタルモン」、「ガブモン」、「スターモン」。また、ホールクリア前まで野生のビーストで「メタルグレイモン」も出現する。ブラッドナイツ出現後はエリートが出る。「タンクモン」、「クロックモン」、「ドリモゲモン」を使用。当然メタルグレイモンはでなくなる。
ダイナモ・ホール
ワクチン種のデジモンが出る。ボスは「バードラモン」、「フレアリザモン」、「キャンドモン」。ブラッドナイツ出現後はエリートが出る。「ガルダモン」、「エアドラモン」、「ヤンマモン」を使用。
プロキシ・ホール
ウィルス種のデジモンが出る。ボスは「クワガーモン」、「ゲソモン」、「オクタモン」。ブラッドナイツ出現後はエリートが出る。「スカルグレイモン」、「デビドラモン」、「ダークティラノモン」を使用。
バッファ・ホール
データ種のデジモンが出る。中ボスは「グレイモン」、「セーバードラモン」、「トイアグモン」。ボスはアユミ、「ウィザーモン」、「シードラモン」、「アカトリモン」を使用する。ブラッドナイツ出現後は操られたリンリンシャオとベルトラン、最後にエリートが出る。リンリンシャオは「もんざえもん」、「レアモン」、「イガモン」を使用。ベルトランは「デラモン」、「デジタマモン」、「タンクモン」を使用。エリートは「メタルマメモン」、「マメモン」、「ガードロモン」を使用。
オールド・ホール
ベン・オールドマンとの決戦用のホールでデジモンは出ない。ボスはベン・オールドマン。「メタルマメモン」、「ケンタルモン」、「メラモン」を使用。
アーゴノ・ホール
全種族のデジモンが出る。前半の終盤らしくレベルも高いホール。ボスはダメダボース。「ジュレイモン」、「エテモン」、「オーガモン」を使用。
デコード・ホール
全種族のデジモンが出る。前半のディレクトリ大陸最後のホール。中ボスにダメダボース、そしてグリムゾンとエリートの連戦。ダメダボースは「ピノッキモン」、「アトラーカブテリモン」、「レッドベジーモン」を使用。クリムゾンは「スカルマンモン」、「エクスティラノモン」、「デルタモン」を使用。最後のエリートは「ベーダモン」、「サイクロモン」、「タスクモン」とクリムゾンとの死闘後のためか弱めとなっている。
バグバグ・ホール
ワクチン種のデジモンが出る。ファイル島から帰還後に入れる。中ボスとしてコマンダーと3回戦い（連戦ではない）、ボスはダメダボース。コマンダーは1回目に「ズドモン」、「ヒョーガモン」、「アイスモン」など水属性を、2回目に「バードラモン」、「デスメラモン」、「ブルーメラモン」など炎属性を、3回目に「アトラーカブテリモン」、「トゲモン」、「ウッドモン」など自然属性を、ダメダボースは「グランクワガーモン」、「ガーベモン」、「エクスティラノモン」を使用。
スプール・ホール
ウィルス種のデジモンが出る。ファイル島から帰還後に入れる。中ボスとしてコマンダーと2回戦い（連戦ではない）、ボスはダメダボース。コマンダーは1回目に「ピエモン」、「ムゲンドラモン」、「デジタマモン」など闇属性を、2回目に「ボルトラモン」、「メタルティラノモン」、「ガードロモン」など機械属性を、ダメダボースは全員「ラブ・セレナーデ」を覚えている「エテモン」、「ワルもんざえモン」、「ガーベモン」を使用。
フリーズ・ホール
データ種のデジモンが出る。クリムゾンとの最終決戦の場所。ボスは「ネオクリムゾン」。
グレート・ホール
クリア後にいける隠しホール99階というとても長いホールだが、「オメガモン」や「ディアボロモン」、「バイフーモン」といった強力なデジモンが野生で出る。

ファイル島
始まりの街
正気を保ったままのデジモンたちが暮らす街。「ジジモン」がここの長をしている。
マスターゲート
始まりの街に入るために通るゲート。入るにはここの守護者である「ティラノ師匠」に認めてもらわないとならない。
アイテムショップ
アイテム購入、および進化する場所。アイテム担当は「アグモン」、進化担当は「ケンタルモン」。
メカファクトリー
デジビートルの改造をする場所。デジビートル担当は「タンクモン」、パーツ・弾担当は「パタモン」。
ジジモン・ハウス

アーカイブシップ

レックス・ホール
グレイモンやティラノモンなどが出現。まずはここでボスの「ティラノ師匠」と戦い、始まりの街に入る許可を得る。
カプラー・ホール
ウィルス種のデジモンが出る。ボスはコマンダー。「ファントモン」、「バケモン」、「デビドラモン」を使用。
ミムド・ホール
全種族のデジモンが出る。ボスはコマンダー。「パンプモン」、「キウイモン」、「ウッドモン」を使用。
シスアド・ホール
データ種のデジモンが出る。ボスはコマンダー。「デスメラモン」、「メラモン」、「フレアリザモン」を使用。
ギップス・ホール
ワクチン種のデジモンが出る。ボスはコマンダー。「ズドモン」、「イッカクモン」、「トータモン」を使用。
ノイズ・ホール
ワクチン種のデジモンが出る。カオス3将軍の「カオスピエモン」が潜んでおり、多数のテイマーが操られて戦いを挑んでくる。全員が「クラッシュシンフォニー」でマヒを狙ってくる。中ボスとして、ベルトラン、リンリンシャオ、アークシュルツ、ヴィーヴィ、クロンガンダー、トノサマゲコモン、そしてボスがカオスピエモンとなる。ベルトランは「オオクワモン」、「デジタマモン」、「イガモン」を、リンリンシャオは「もんざえモン」、「デラモン」、「スターモン」を、アークシュルツは「ホーリーエンジェモン」、「エンジェウーモン」、「ガルダモン」を、ヴィーヴィは「リリモン」、「ピッコロモン」、「ブロッサモン」を、クロンガンダーが「ヴァンデモン」、「ファントモン」、「ベーダモン」を使用してくる。「トノサマゲコモン」は「ゲコモン」2体、「カオスピエモン」は「ギロモン」、「アンドロモン」と登場する。
リバーブ・ホール
ウィルス種のデジモンが出る。ボスはカオス3将軍の「カオスウォーグレイモン」。「トリケラモン」と「アノマロカリモン」と登場する。
バイアス・ホール
データ種のデジモンが出る。ボスはカオス3将軍の「カオスメタルシードラモン」。「メガドラモン」と「ギガドラモン」と登場する。
クラスタ・ホール
全種族のデジモンが出る。ファイル島最後のホール。ボスはクリムゾン、そしてカオスロード。クリムゾンは「ヴェノムヴァンデモン」、「ヴァンデモン」、「パンプモン」を使用。

カーネルゾーン
コア･タワー
全世代全種族のデジモンが出現、24F構成。ボスは3体の守護者のうちの1体で所属するガードによって種族が変わりそのガードがメインで扱う種族となる。
カオス･タワー
全種族のデジモンが出現し完全体究極体がメインの20F構成。ボスはオーバーロードGAIAで2連戦。1戦目は単体、2戦目は両手が出現し3体。
シャトルポイント

## 登場キャラクター

### 主要人物
アキラ
主人公。訓練生を修了し、新たにガードテイマーとなる。名前は変更可能。マトリクスID・27XY。
ベルトラン
主人公のライバル。負けず嫌い。主人公と同じガードチームに所属。かけだしテイマー→したっぱテイマー→エリートテイマー。
2回目のレジスト・ホールにおいて所有するデジモンは「ベジーモン」、「ガルルモン」、「ガブモン」。
2日目のバッファ・ホールにおいて所有するデジモンは「デジタマモン」、「デラモン」、「タンクモン」。だがあまり攻撃はしてこず、ワクチン種に厄介なデジタマモンの「エニグマ」は使わず、タンクモンにおいては「フレンドリーファイア」で自爆する始末。
ランク2の大会では所有するデジモンは「トイアグモン」、「パタモン」、「ギザモン」。
ランク3の大会では所有するデジモンは「レアモン」、「ガブモン」、「ペンモン」。
ランク6の大会では所有するデジモンは「テイルモン」、「フレアリザモン」、「デビドラモン」。
リンリンシャオ
主人公と同じガードチームに所属。ベルトランといつも一緒にいる。仲の悪い主人公とベルトランの仲介役。ただしランク4で負けた時には勝たしてくれない主人公に怒り心頭だった。かけだしテイマー→ルーキーテイマー→コマンドテイマー。
2日目のバッファ・ホールにおいて所有するデジモンは「レアモン」、「もんざえモン」、「イガモン」。だがあまり攻撃はしてこず、レアモンの凶悪技「ヘドロ」もなく、イガモンも攻撃をしてこない。
ランク2の大会において所有するデジモンは「バクモン」、「ガニモン」、「クネモン」。
ランク4の大会において所有するデジモンは「エンジェモン」、「キウィモン」、「マッシュモン」。
ランク7の大会において所有するデジモンは「エンジェウーモン」、「リリモン」、「エテモン」。

### シルバークロス
バンダール
シルバークロスのガードリーダー。正々堂々戦う。バンダールのデジモンがマメモンばかりでアキラから「マメモンが好きですか?」と問われた際には、秘密にしていた。データ種のデジモンも使用する。ロード・テイマー。
所有するデジモンは「メタルマメモン」、「マメモン」、「プリンスマメモン」。
シルバーガードマン
シルバークロスのガードマン。
エスメラルダ
シルバークロス所属のテイマーで心優しい性格の持ち主。かけだしテイマー→ルーキーテイマー。
ランク2の大会で所有するデジモンは「テントモン」、「ピヨモン」、「バクモン」。
ランク4の大会で所有するデジモンは「ピッドモン」、「ユニモン」、「バードラモン」。
アークシュルツ
シルバークロス所属のテイマーで気前はいいがうっかり者でもある。ルーキーテイマー→エリートテイマー。
クロンガンダー、ヴィーヴィとは知り合い。
ランク4・ランク6の大会において所有するデジモンは「セーバードラモン」、「グルルモン」、「シマユニモン」。
ブランワイスマン
シルバークロス所属のテイマー。グレートテイマー。
所有するデジモンは「ガルダモン」、「エアロブイドラモン」、「マンモン」。

### ブルーファルコン
ズドカーン
ブルーファルコン所属のテイマーの一人。訓練生時代のアキラの面倒を看てくれていた。グレートテイマー。
所有するデジモンは「ブロッサモン」、「デラモン」、「パンプモン」。また、訓練最終試験では「メガシードラモン」、「リリモン」、「トリケラモン」を貸してくれる。
セシリア
ブルーファルコンのガードリーダー。正々堂々と戦い、相手に自分のデジモンを教える。ワクチン種のデジモンも使用する。ロード・テイマー。
所有するデジモンは「ジジモン」、「ホーリードラモン」、「マリンエンジェモン」。
ヴィーヴィ
ブルーファルコン所属のテイマーで、常にマイペース。ノーマルテイマー→コマンドテイマー。
テイマークラブでパルモンを応援する。
ランク5の大会では所有するデジモンは「モリシェルモン」、「Jモジャモン」、「トゲモン」。
ランク7の大会では所有するデジモンは3体の「マメモン」。
ブルーガードマン
ブルーファルコンのガードマン。
ヤルヤル
ブルーファルコン所属のテイマー。性格は熱血。自称「疾風のヤルヤル」。したっぱテイマー→ノーマルテイマー。
ランク3の大会では所有するデジモンは「エレキモン」、「ゴツモン」、「フローラモン」。
ランク5の大会では所有するデジモンは「ティラノモン」、「ケンタルモン」、「モノクロモン」。
ベン・オールドマン
元ブルーファルコンのガードリーダー。現在はアーカイブポイントに住んでいる。最初は協力を拒みオールド・ホールでアキラと戦い協力する。アキラがアーカイブポイントの緊急脱出用ポッドの素材を持ってきて修理した。
クリムゾンが見つけた秘密のワーム・ホール「アーゴノ・ホール」の在り処を知っていた。
所有するデジモンは「ケンタルモン」、「メタルマメモン」、「メラモン」。
デジビートルは茶色い。

### ブラックソード
スカール
ブラックソードのガードリーダー。「黒い彗星」と呼ばれている。ロード・テイマー。
所有するデジモンは「ハグルモン」、「ピノッキモン」、「ピコデビモン」だが、これはピコデビモンをシャレで入れただけ。
ブラックガードマン
ブラックソードのガードマン。
オトタテシナ
ブラックソード所属のテイマーで、気弱な人物。したっぱテイマー→エリートテイマー。
ランク3の大会では所有するデジモンは「オタマモン」、「ピコデビモン」、「ガジモン」。
ランク6の大会では所有するデジモンは「ゲソモン」、「デビモン」、「ガードロモン」。
クロンガンダー
ブラックソード所属の中年のテイマーで、寡黙な人物。ノーマルテイマー→コマンドテイマー。
ランク5の大会では所有するデジモンは「バケモン」、「ウッドモン」、「ソウルモン」。
ランク7の大会では所有するデジモンは「ファントモン」、「ヴァンデモン」、「メガドラモン」。
キルリベイト
ブラックソード所属のテイマーで、荒い性格の持ち主。レオモン曰く「怒らすと怖い」。グレートテイマー。
所有するデジモンは「メガドラモン」、「ワルもんざえモン」、「テッカモン」。

### シティ関係者
カリル管理官
デジビートル管理、整備を任されている管理官。
マイスト工場長
デジビートル整備に携わっている工場長。
エスティーナ・バイオレット
外から来た第1級エンジニア。ダメダボースがシティに爆弾を仕掛けた際には、爆弾の居場所を突き止め、爆弾を工場長に渡しダメダメボース逮捕を手配した。途中GAIAに存在を気づかれて消える。
GAIAの存在に気づいている。

### デバイスドーム関係者
ガイア
デバイスドームで組み立てられたGAIAのバックアップ。GAIAにエスティーナもろとも消される。
アユミ
デバイスドームのエンジニアで少女。ドランドナが新しいレーダーシステムの実験をしたいためシティからジェネレーター・パーツを盗みバッファ・ホールでアキラと戦う。その時に所有するデジモンは「ウィザーモン」、「シードラモン」、「アカトリモン」。デジビートルを持っている。
ドランドナ
デバイスドームのエンジニアで女性でアユミの姉。デバイスドームのほとんどがドランドナが考案した制作方法を採用している。
ジョグレス・マシンと新レーダーシステムの開発に携わっている。
ヒョット博士
デバイスドームのエンジニア。新種のデジモンに興味を抱いている。

### 守護者
銀の守護者
ワクチン種デジモンの管理、誕生を司る存在。シルバークロスにワクチン種を取り扱うテイマーとしての技術を教えた。
青の守護者
データ種デジモンの管理、誕生を司る存在。ブルーファルコンにデータ種を取り扱うテイマーとしての技術を教えた。
黒の守護者
ウイルス種デジモンの管理、誕生を司る存在。ブラックソードにウイルス種を取り扱うテイマーとしての技術を教えた。

### GAIA
オーバーロードGAIA
カオス・タワーに住むデジタル世界を支配している巨大コンピュータ。アキラやクリムゾンをマトリクスIDで呼ぶ。自身を究極の生命と言っており、デジタル世界は自分のためにあると考えている。人間のデジタル世界への隔離、デジモンのビースト化の原因。
現実世界からインストールされた制御プログラムとバックアップを取りにより破壊が可能となった。
最強のテイマーであるアキラを融合したがっていた。
カオスロードから「我が守護者」と言われている。
2つ形態を持つ。1形態目はGAIAは一体で戦い、2形態目はGAIAの両腕が独立して戦ってくる。

### ブラッドナイツ
クリムゾン
ブラッドナイツリーダー。外の世界に帰ることを強く望んでいたが、力の誘惑に負けてGAIAに操られている。アキラを君付けで呼んでいる。人望も高くダメダボースや隊員から慕われている。マトリクスID・04XY。
カオスシリーズのデジタルDNAを回収するためにファイル島に入った。
デコード・ホールにおいて所有するデジモンは「エクスティラノモン」、「スカルマンモン」、「デルタモン」。だがなぜか「スカルマンモン」は自身も弱体化する「エニグマ」を乱用する。
クラスタ・ホールにおいての所有するデジモンは「ヴァンデモン」、「ヴェノムヴァンデモン」、「パンプモン」。
フリーズ・ホールにてカオスロードとカオス3将軍のデジタルDNAを吸収して究極の生命体となったが、かつての面影は無くなっている。
ネオクリムゾンでアキラと戦い自身の望みを言って消滅した。
白と赤の色を持つデジビートルを所有する。
ネオクリムゾン
クリムゾンがカオスロードとカオス3将軍のデジタルDNAを吸収した生命体。GAIA曰く「実験融合体」。姿はウォーグレイモンに近い。
カオスロードは自身と3将軍を含めた新たな生命としている。

ダメダボース
自称ブラッドナイツの大幹部の男。変装してシティに時限爆弾を仕掛けたが、エスティーナに爆弾の居場所を突き止められた。
一人称は「我が輩」で語尾は「～ざます。」とつけるなど話し方がかなり特徴的で本人は「ジェントルな話し方」と認識しているが、それが災いして変装がばれた。アキラを「ボーヤ」と呼んでいる。
胡散臭い人物だがクリムゾンへの忠誠心は人一倍高く、クリムゾンがGAIAに操られていると気づき解放させるためアキラにクリムゾンの所在を教えた。ただし、操られていることは分かるが何者かは知らない。
青いデジビートルを所有する。なぜかほとんどのデジモンにうんちを使わせる。
レジスト・ホールでは所有するデジモンは「プラチナスカモン」、「ワルもんざえモン」、「ナニモン」。
アーゴノ・ホールでは所有するデジモンは「エテモン」、「ジュレイモン」、「オーガモン」。
デコード・ホールにおいて所有するデジモンは「アトラーカブテリモン」、「ピノッキモン」、「レッドベジーモン」。
バグバグ・ホールでは所有するデジモンは「ガーベモン」、「グランクワガーモン」、「エクスティラノモン」。
スプール・ホールでは所有するデジモンは「ワルもんざえモン」、「エテモン」、「ガーベモン」。なの全てのデジモンが「ラブセレナーデ」を使用する。
ブラッドナイツエリート
ブラッドナイツのテイマー。
「シリアル・ホール」、「プロッタ・ホール」、「デコード・ホール」ではボスとして登場。
ブラッドナイツコマンダー
ブラッドナイツのテイマー。
「ミムド・ホール」、「シスアド・ホール」、「ギップス・ホール」、「カプラー・ホール」ではボスとして登場。

## 登場デジモン
各デジモンの詳細はデジモン一覧を参照。
パタモン
ブルーファルコンのマスコットデジモン。
アグモン
シルバークロスのマスコットデジモン。
ピコデビモン
ブラックソードのマスコットデジモン。
レオモン
コロシアムでスタッフをするデジモン。
ジジモン
始まりの街の長を務める。
ティラノ師匠
始まりの街を守護する。初めは誤解により主人公にレックス・ホールで戦うことを指示して戦闘するが、その後主人公と和解し、協力する。デジビートルを「変なタンクモン」と見ていた。
レオモン曰く「伝説の戦士」。
ケンタルモン
始まりの街でジョグレス進化に関わっているデジモン。
タンクモン
始まりの街でデジビートルの整備員として働く。
エンジェモン
メリディンドームを守護する。正義のデジモン。
メリディンドームにはピヨモン、ワーガルルモンがいる。

### ワーム・ホールのデジモン
クワガーモン
プロキシ・ホールのボス。「ゲソモン」、「オクタモン」と共に戦う。
バードラモン
ダイナモ・ホールのボス。「フレアリザモン」、「キャンドモン」と共に戦う。
グレイモン
バッファ・ホールのボス。「セーバードラモン」、「トイアグモン」と共に戦う。
トノサマゲコモン
ノイズ・ホールでカオスピエモンの前の階層でアキラを待ち構えていた。何人もテイマーを葬ってきた。
「ゲコモン」、「ゲコモン」と共に戦う。

### カオス・シリーズ
GAIAが作り出した環境で生まれ進化したデジモンたち。ファイル島最強のデジモンカオスロードを頂点としその下にカオス3将軍がいる。クリムゾンにデジタルDNAを提供。3将軍はクリムゾンのことを信用していない。
カオスピエモン
カオス3将軍の1体。黒いピエモン。ノイズ・ホールでアキラを待ち構えていた。陽気な性格。ブラッドナイツを腰抜けと評価していた。アキラを倒してクリムゾンを無能と証明したがっていた。
ギロモン、アンドロモンと共に戦う。
カオスグレイモン
カオス3将軍の1体。黒いウォーグレイモン。リバーブ・ホールでアキラを待ち構えていた。一人称は「ワシ」で、攻撃的な性格で言動が荒い。アキラを倒してクリムゾンの鼻を明かそうとした。
トリケラモン、アノマロカリモンと共に戦う。
カオスシードラモン
カオス3将軍の1体で、黒いメタルシードラモン。バイアス・ホールでアキラを待ち構えていた。一人称は「ワシ」で、知的でアキラを自身が戦うよりクリムゾンと戦わせた方が得策と考えていた。「ニヤリ」と言って笑う。
ギガドラモン、メガドラモンと共に戦う。
カオスロード
赤いムゲンドラモンで、ファイル島最強のデジモン。一人称は「ワシ」。GAIAを守護者と言っている。
進化の頂点を目指しカオス3将軍を含めて他の者達を滅ぼし、この世界で生きる者は自身だけと考えている。クラスタ・ホールにてアキラと戦い自身が井の中の蛙であることを知らされた。
後のシリーズでカオスドラモンと名付けられる。

## 用語
人間
デジタル世界に住む人間たちだが、彼らの正体は現実世界からアクセスダイブした人間。
ビースト
攻撃的なデジモン。GAIAの声によって破壊衝動に駆られる。
衝動に駆られないために瞑想しているデジモンもいる。
守護者
カーネルゾーンのコア･タワーに住む3体の存在。それぞれがワクチン種、データ種、ウイルス種デジモンの管理、誕生を司る。GAIAの暴走を見てデジタル世界が滅ぶと危惧していた。
人間がディレクトリ大陸に逃れた時に出会い人間にテイマーの技術、デジモンの進化方法を教えた。また、その時にあらゆるテイマーに勝てる最強のテイマーが出現したらカーネルゾーンの道を開かす約束を交え、最強のテイマーの実力を試す。これはGAIAを止める実力があるのか確認したかったから。
主人公が所属しているガードチームによって会う守護者は変わる。
カオス・リング
クラスタ・ホールの所在を示す道具。3つ存在し、それぞれカオス3将軍が持つ。「ピエモンリング」、「グレイモンリング」、「シードラモンリング」がある。

### テイマー関連
シルバークロス
ワクチン種専門のガードチーム。
ブルーファルコン
データ種専門のガードチーム。
ブラックソード
ウィルス種専門のガードチーム。
ブラッディナイツ
クリムゾンがシティで反乱を起こして結成されたチーム。デジモンを兵器として扱っている。また、ビーストになったデジモンも扱っている。
テイマーのランク
9段階で構成されている。昇級するにはコロシアムで開催される大会で優勝しなければならない。
かけだしテイマー
ランク1
したっぱテイマー
ランク2。
ルーキーテイマー
ランク3。シナリオ上、ディレクト大陸にブラッドナイツを出現させるための条件。
ノーマルテイマー
ランク4。中級テイマー
エリートテイマー
ランク5。
コマンドテイマー
ランク6。
グレート・テイマー
ランク7。上級テイマー
ロード・テイマー
ランク8。
チャンプ
ランク9。最も優れたテイマー。3人のガードリーダーを倒せば貰える称号。

ガードリーダー
ガードチームのリーダー。それぞれがロード・テイマー。

## ポケットデジモンワールドシリーズ
PocketStationで遊べるポケットデジモンワールドシリーズとの連動が本作品の一つの目玉であった。PlayStationのメモリーカードスロットにポケットデジモンワールドシリーズのデータが入ったPocketStationを差し込めば、PocketStationで育てたデジモンを『デジモンワールド2』に移せるというものである。しかし、デジモンの世代とレベルが合わない（ホエーモン、キメラモン）、ステータスが低いなど、やや変わったことになる（不良ではない）。
ポケットデジモンワールドシリーズの関連情報は『ポケットデジモンワールド』を参照。